# عبد الحميد الحسامي
أ. د. عبد الحميد الحسامي

البروفيسور/ عبد الحميد سيف أحمد الحسامي من مواليد شرعب الرونة بني الحسام مدينة تعز اليمن 1971م، تخرج في قسم اللغة العربية بجامعة تعز 1993م، مع مرتبة الشرف الأولى، وعمل معيدًا في كلية التربية بالنادرة –جامعة إب من 1994-1997م. حصل على الدكتوراهـ في فلسفة في اللغة العربية وآدابها، 2003م جامعة الموصل - العراق، بتقدير ممتاز عن أطروحته الموسومة بـ (الحداثة في الشعر اليمني المعاصر 1970-2000م). كما حصل على درجة الماجستير: 1997 من جامعة الجزيرة - جمهورية السودان في اختصاص اللغة العربية (أدب ونقد حديث) عن رسالته الموسومة بـ «ملامح الابداع الأدبي في نقد عبد الرحمن طيب بعكر».

عمل أستاذاً مساعدًا في قسم اللغة العربية بكلية التربية بالنادرة جامعة إب 2003-2008م، يعمل حاليًا أستاذًا للأدب والنقد بـجامعة الملك خالد من 2009- وحتى الآن2018م، وقد قام في مسيرته التعليمية بتدريس الأدب العربي الحديث ونقده في مرحلتي البكاليوريوس والماجستير.
تمت ترقيته إلى أستاذ مشارك في اختصاص النقد الحديث عام 2009م، وإلى أستاذ من جامعة الملك خالد 2015م.

عمل رئيساً لقسم اللغة العربية بـجامعة إب وعميداً لكلية الآداب بالجامعة الوطنية، كما أشرف على عدد من الرسائل العلمية، شارك في عشرات الملتقيات الأدبية والنقدية في اليمن ومصر والجزائر والأردن والسعودية وتونس.

عضو لجان تحكيم عدد من الجوائز العربية/ عضو لجنة اختيار بجائزة الملك فيصل العالمية./ عضو استشاري في عدد من المجلات العربية.

متخصص في النقد التطبيقي للخطاب الشعري والسردي.
حصل حتى الآن على تسع جوائز علمية:

جائزة السعيد للعلوم والآداب (اليمن) في ثلاث دورات (2006 و2009 و2012) 

جائزة راشد بن حميد - عجمان - (الإمارات العربية المتحدة) في أربع دورات (2011 و2013 و2015 و2016)

جائزة نادي الباحة الأدبي 2014م، (السعودية) وجائزة كتارا في النقد الروائي، قطر، 2017م

المؤلفات:

1. الحداثة في الشعر اليمني المعاصر(1970-2000)

2. التحول الاجتماعي في اليمن من خلال الفن القصصي – دراسة بنيوية تكوينية .

3. وشاح ليلى الأخيلية - قراءة في الخطاب النسوي في الأدب العربي.

4. النقد السياسي في المثل الشعبي – قراءة في ضوء النقد الثقافي.

5. التجديد في شعر الفضول (عبد الله عبد الوهاب نعمان) الرؤية والبنية.

6. تحولات الخطاب الشعري في المملكة العربية السعودية.

7. مرايا العراف – بنية الأسطورة في شعر محمد الثبيتي.

8. الأقنعة والوجوه- قراءات في الخطاب الروائي.

9. ذاكرة الزنار- قراءة لصورة اليهودي في المثل اليمني.

10. مراجيع وشم- هوامش على دفتر الشاعر الجاهلي.

11. تمثيل ابن عربي في المتخيل الروائي.

الأبحاث:

1-	غواية السرد في (سيرة المنتهى).

2-	ذاكرة الزنار قراءة لصورة اليهودي في المثل اليمني.

3-	السؤال المعرفي مقاربة إبستمولوجية لدوافع التأليف البلاغي والنقدي لدى القدماء (مشترك).

4-	روية العالم في الخطاب القصصي لظافر الجبيري دراسة بنيوية تكوينية.

5-	توظيف شخصية امرئ القيس في الشعر اليمني المعاصر – تحولات شاعر يماني في أزمنة النار والمطر.

6-	بنية المتخيل والمرجع الحي –في رواية الباب الطارف – لعبير العلي- دراسة سيميائية.

7-	الأبعاد الثقافية والجمالية للغة الإشهار في المحلات السكنية بأبها – دراسة سيميائية،(مشترك).

8-	أثر الهاجس العمراني في تناول الظاهرة الأدبية لدى ابن خلدون.

9-	الضباب أتى، الضباب رحل - قراءة من منظور بيئي.

10-	النرجسية في شعر الزبيري.

11-	البحث عن الذات في الخطاب النقدي العربي الحديث.

12-	الخطاب النسوي في كتاب الأمالي – دراسة نقدية.

13-	الإشارات النقدية في ديوان الصبابة لابن أبي حجلة التلمساني.

14-	إشكاليات توظيف مناهج النقد الغربي في دراسة الأدب العربي.

15-	شعرية الجناس في ديوان محمد الثبيتي، (مشترك).

16-	شعرية اللغة في القصة القصيرة جدًا نماذج لكتَّاب منطقة عسير-(مشترك).

17-	الطفولة في أدب الرافعي وسليمان العيسى.

18-	إشكاليات النقد الأدبي في اليمن.

19-	جمايات البناء الفني في مسرحيات باكثير السياسية القصيرة.

20-	أدب الطفل في اليمن وسبل الارتقاء بمستوى المبدعين والموهوبين.

21-	ما بعد الحداثة في القصة اليمنية.

22-	هاجس السؤال الإبداعي في مجموعة «مدد» الشعرية للشاعر تركي الزميلي.

23-	العتبات النصية في شعر عمر بهاء الدين الاميري.

24-	 التناص النقدي – صدى الموازنة في المثل السائر.

25-	استلهام شخصية عنترة في الشعر اليمني المعاصر.

26-	 شعرية الريف قراءة إيكلوجية لديوان الملحمة الخشرمية للشاعر عبد الله الخشرمي.

27-	جدلية المدينة والريف في ديوان (أنفلونزا المدينة للشاعر المحسني.

28-	جمال الفروسية وفروسية الجمال – قراءة في مسرحية الفارس الجميل لعلي أحمد باكثير.

29-	صدى الموازنة في المثل السائر.

30-	سؤال الحداثة في شعر البردوني.

31-	إشراق الرؤية وتعالقاتها مع البنية السردية في مجموعة قلبك يا صديقي للقاصة نجلاء العمري.

32-	 هوامش على تائية الشنفرى.

33-	وعي الكتابة وانفتاح النص في شعر علي الدميني.

عبد الحميد الحسامي